# Mięsień zginacz krótki palucha

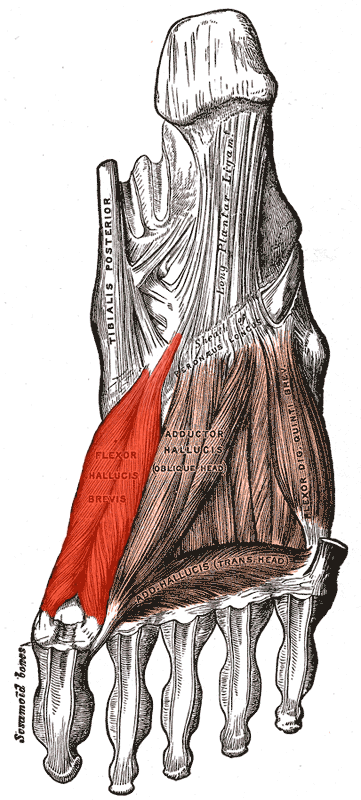
Mięsień zginacz krótki palucha oznaczony na czerwono

Mięsień zginacz krótki palucha (łac. musculus flexor hallucis brevis) – w anatomii człowieka mięsień stopy należący do mięśni wyniosłości przyśrodkowej, leżący w warstwie trzeciej mięśni podeszwy. Składa się z dwóch głów, mających osobne przyczepy początkowe. Głowa przyśrodkowa przyczepia się na ścięgnie mięśnia piszczelowego tylnego, a głowa boczna na powierzchni podeszwowej kości klinowatej bocznej i kości sześciennej. Obie głowy zrastają się w jeden brzusiec, by następnie znów się rozdzielić na część przyśrodkową i boczną, tworzące odrębne ścięgna kończące się odpowiednio po obu stronach podstawy paliczka bliższego palucha. Oba ścięgna zawierają trzeszczki, pomiędzy którymi przechodzi ścięgno mięśnia zginacza długiego palucha. Część przyśrodkowa zrasta się z mięśniem odwodzicielem palucha, a część boczna – z mięśniem przywodzicielem palucha.
Unaczyniony jest przez tętnicę podeszwową przyśrodkową i łuk podeszwowy. Część przyśrodkowa jest unerwiona przez nerw podeszwowy przyśrodkowy (L5, S1), a część boczna przez nerw podeszwowy boczny (S1–2).
Mięsień ten zgina paluch w stawie śródstopno-paliczkowym. Poza tym wzmacnia sklepienie stopy.